# Живой (эсминец)
«Живой», R-12 — эскадренный миноносец (контрминоносец) типа «Лейтенант Пущин» Русского императорского флота, Кайзерлихмарине и Белого флота. Участвовал в Первой мировой и Гражданской войне в России. Затонул в шторм во время Крымской эвакуации.

## История строительства
Заказан в рамках судостроительной программы на 1882—1902 годы. Первоначально предполагалась постройка на Балтике, а затем переход своим ходом на Чёрное море. Однако, из-за больших дипломатических трудностей связанных с проводкой кораблей через Босфор и Дарданеллы, Морское ведомство передало заказ Южным заводам. В соответствии с контрактом строились по усовершенствованным чертежам 350 тонного миноносца класса «Буйный», известным также как «тип Ж» и «тип З» или тип «Лейтенант Пущин». В отличие от прототипа, помещение для офицеров перепланировали на отдельные каюты, вынесли на верхнюю палубу камбуз, расширили ходовой мостик, установили грот-мачту, убрали носовой минный (торпедный) аппарат, боезапас торпед уменьшили до 4-х и уже в процессе постройки, калибр торпедных аппаратов увеличили до 457 мм.
22 марта 1902 года «Живой» был зачислен в списки судов Черноморского флота, в 1902 году заложен на эллинге Николаевского Адмиралтейства в Николаеве как «Рыбец», спущен на воду 10 апреля 1903 года, вступил в строй в 1906 году..

## История службы

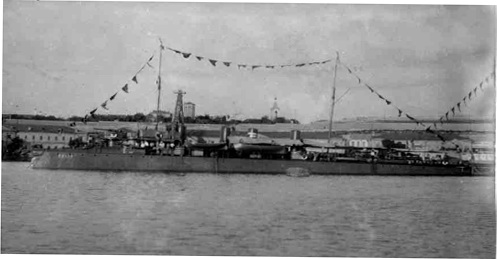
«Живой» в Севастополе в 1910 году

До 10 октября 1907 года классифицировался как миноносец. Прошел капитальный ремонт корпуса и механизмов в 1911—1913 гг. в Лазаревском адмиралтействе Севастопольского порта, с заменой трубок в котлах и артиллерийского вооружения.
В период Первой мировой войны участвовал в набеговых операциях на коммуникации и побережье противника, нес блокадную службу у берегов Турции и Румынии, оказывал артиллерийскую поддержку приморским флангам армии в районе Батума, выставлял мины у пролива Босфор, высаживал разведывательно-диверсионные группы, обеспечивал и прикрывал набеговые и минно-заградительные действия других сил флота. С 10 января по 16 февраля 1916 года участвовал в Эрзерумской наступательной операции.
27 февраля 1916 года вместе «Живой» с миноносцем «Лейтенант Пущин» был послан в разведку к берегам Болгарии. «Лейтенант Пущин» подорвался на мине, с «Живого» спустили шлюпку, но из-за ложного доклада о перископе подлодки, «Живой» ушёл, бросив её. Экипаж шлюпки и спасённые (всего 15 человек) достигли берега, где были пленены.
29 декабря 1917 года вошел в состав Красного Черноморского флота. 29 апреля 1918 года прибыл в Севастополь из Новороссийска и был захвачен германскими войсками, укомплектован немецкой командой и 22 октября 1918 года, под литерой «R 12», введен в состав ВМС Германии на Чёрном море. 24 ноября 1918 года захвачен англо-французскими интервентами и вскоре передан в распоряжение белогвардейского командования. 31 марта 1919 года был исключен из состава белогвардейского флота.
3 апреля 1919 года ушел из Севастополя в Новороссийск и 3 мая 1919 года вторично зачислен в состав морских сил Юга России.
27 апреля, для упрочения положения на Кавказе, из Новороссийска вышел миноносец «Живой» под командой капитана 2 ранга А. Д. Кисловского. Молодые и непривычные к физическому труду кочегары из добровольцев быстро устали, миноносец шел малым ходом с остановками и в помощь кочегарам были посланы даже офицеры. На следующее утро «Живой» зашел в Туапсе, где в течение двух дней занимался переборкой некоторых механизмов, после чего миноносец посетил Сочи и Адлер и 15 мая вернулся в Новороссийск.
В августе 1919 года под командованием капитана 2 ранга А. Д. Кисловского участвовал в Одесской операции (десанте ВСЮР на Сухом Лимане). Команда эсминца взяла в плен и казнила авиатора М. Н. Ефимова.
В августе 1920 года участвовал в высадке десанта на Кубань, в ходе операции получил повреждения от подрыва на минном заграждении красных у Ахтарского лимана и был отбуксирован в Крым для ремонта.

### Гибель
Накануне Крымской эвакуации эскадренный миноносец «Живой» в составе кораблей 2-го отряда Черноморского флота пришёл из Азовского моря в Керчь. На него было погружено 250 человек из числа Донского офицерского резерва и эскадрона 17-го гусарского Черниговского полка. Из-за выхода из строя машины корабль вёл буксир «Херсонес». Его команда решила остаться в Крыму, и на буксир для управления перешла вся команда миноносца за исключением.2 офицеров и 5 членов команды, которые остались на буксируемом миноносце. 5(18) ноября он вышел из Керчи, а во время семибального шторма в ночь с 7-8 (19-20) ноября лопнул буксирный конец, завести новый с «Херсонеса» не смогли как и снять пассажиров, корабль остался дрейфовать.
Оба судна не имели радиостанции и о трагедии на Русской эскадре узнали только по приходе в Константинополь. На поиски были направлены транспорт «Далланд» и французские и английские миноносцы, но «Живой» видимо затонул и 257 человек погибли, имеется архивный рапорт французского флота.
По другим сведениям, дата затопления 15 ноября 1920 года во время шторма в Чёрном море, при эвакуации врангелевцев из Севастополя в Стамбул.

## Командиры
- 1916 - Андросов, Борис Григорьевич,
- 1918  - лейтенант Демченко, Георгий Петрович
- 1918-1919 - лейтенант Галафре, Георгий Михайлович
- 1919 - капитан-лейтенант, капитан 2-го ранга Кисловский, Александр Дмитриевич,
- 1920 - капитан 2-го ранга Эмеретли, Павел Антонович[2]
- 8.1920- 20.11.1920 - лейтенант Нифонтов, Евгений Иванович